# Ústav molekulární biologie rostlin Gregora Mendela
Ústav molekulární biologie rostlin Gregora Mendela (EN: Gregor Mendel Institute of Molecular Plant Biology, GMI) je výzkumný ústav ve Vídni. Byl založen v roce 2000 Rakouskou akademií věd (ÖAW) s cílem podporovat špičkový výzkum v oblasti molekulární biologie rostlin. GMI zaměstnává přibližně 130 lidí. Jeho zakládajícím ředitelem byl Dieter Schweizer a současným vědeckým ředitelem je Magnus Nordborg.  Ústav je pojmenován po Gregoru Mendelovi, jenž je známý také jako "otec genetiky", a to jednak díky jeho vědecké práci a také skutečnosti, že v polovině 19. století studoval na Vídeňské univerzitě.

## Výzkum
Na GMI se provádí výzkum mnoha aspektů molekulární biologie. Patří mezi ně základní mechanismy epigenetiky, buněčná biologie, interakce rostlin a patogenů, vývojová biologie a populační genetika.
Působí zde devět nezávislých výzkumných skupin (k prosinci 2021), které vedou:
- Youssef Belkhadir: Signalizace rostlinných buněk na rozhraní růstu a obrany[15][9]
- Frédéric Berger: Architektura a funkce chromatinu[16][17]
- Yasin Dagdas: Autofagií zprostředkované mechanismy kontroly buněčné kvality u rostlin[18][7]
- Liam Dolan: Vývoj a evoluce suchozemských rostlin[19][11]
- Arturo Marí-Ordóñez: Mechanismy rozpoznávání a umlčování transpozonů u rostlin[20]
- Ortrun Mittelsten Scheid: Epigenetické změny v rostlinách[8][6]
- Magnus Nordborg: Populační genetika[5][4][13]
- Silvia Ramundo: Chloroplastová biogeneze a kontrola kvality proteinů[21][22]
- Kelly Swarts: Genomika stromových kroužků[23]

## Vědecký poradní sbor
Vědecký poradní sbor (SAB) každoročně hodnotí výzkum na GMI. SAB se skládá z nezávislých mezinárodních odborníků. Jejich hlavním úkolem je poskytovat Rakouské akademii věd a vedení ústavu zpětnou vazbu o kvalitě vědecké práce.
Členové vědeckého poradního sboru (k prosinci 2021):
- Leif Andersson, Katedra lékařské biochemie a mikrobiologie, Uppsalská univerzita (Švédsko).
- Niko Geldner, Oddělení molekulární biologie rostlin, Univerzita v Lausanne (Švýcarsko).
- Harmit Malik, Oddělení základních věd, Fred Hutchinson Cancer Research Center (USA).
- Cathie Martin, John Innes Centre (Spojené království)
- Karin Schumacher, buněčná biologie, Centrum pro studium organismů v Heidelbergu (Německo)
- Keiko Sugimoto, Centrum pro vědu o udržitelných zdrojích RIKEN (Japonsko)
- Susan Wessler, Katedra botaniky a rostlinných věd, University of California, Riverside (USA)

## Vědecká infrastruktura
GMI sídlí spolu s dalšími výzkumnými ústavy ve vídeňském BioCentru (Vienna BioCenter) ve 3. vídeňském obvodu, v jehož areálu pracuje více než 2600 vědců z více než 70 zemí.  V tomto vídeňském BioCentru sídlí také Institut molekulární biotechnologie (Institute of Molecular Biotechnology, IMBA), Výzkumný ústav molekulární patologie (Research Institute of Molecular Pathology, IMP) a Max Perutz Labs Vienna – společný ústav Vídeňské univerzity a Lékařské univerzity ve Vídni.
Přítomné vědecké skupiny mohou rovněž využívat služeb specializovaných oddělení Vídeňského biocentra (Vienna BioCenter Core Facilities – VBCF), jako jsou vysokokapacitní fenotypizace rostlin a sekvenování nové generace.

## Vědecká komunikace
GMI si rovněž klade za cíl přiblížit tematiku rostlin a rostlinného výzkumu široké veřejnosti. Za tímto účelem GMI vyvinulo kvízové mobilní hry na téma Rostliny ve Vídni (Botanic Quest, Naturdenkmäler Wien Quest) a také informační platformu pro děti (gmi4kids).